# Zaccaria (azienda)
Zaccaria è stata un'azienda italiana produttrice di flipper e videogiochi arcade. 
Fondata dai fratelli Natale, Marino e Franco Zaccaria nel 1973 a Bologna e chiusa nel 1988, produsse nel corso degli anni diversi flipper, esportati anche all'estero, e videogiochi da bar: alcuni di questi sono cloni di titoli di altri produttori, mentre altri (come Quasar) sono giochi originali. Si tratta di una delle rare aziende italiane, come la napoletana Midcoin, ad avere prodotto videogiochi arcade, ed è stata una delle poche aziende europee in grado di produrre flipper di qualità paragonabile a quelli statunitensi, ottenendo una certa fama negli stessi Stati Uniti oltre che in Europa. Nel 1983 i fratelli Zaccaria organizzarono anche il primo campionato italiano di flipper.

## Storia

Da sinistra, i fratelli Marino, Franco e Natale Zaccaria (1984 circa)

Nel 1958 Marino Zaccaria aprì un bar a Bologna, che dal 1963 venne dotato di flipper, caratteristica ancora insolita all'epoca. Visto l'interesse dimostrato da altri gestori di bar, cominciò a occuparsi di approvvigionamento di flipper, coinvolgendo i fratelli Natale e Franco in questa nuova attività. 
In particolare Natale, che allora stava studiando per diventare meccanico, iniziò a interessarsi al funzionamento interno dei flipper del bar; grazie alle sue esperienze, nel 1964 gli Zaccaria avviarono una piccola attività di riparazione e occasionalmente di noleggio di giochi elettromeccanici.
Nel 1966-1967 le attività sui flipper si svolgevano nella casa di campagna degli Zaccaria, mentre le mogli dei tre fratelli gestivano il bar. Nel tardo 1967 si iniziò l'attività di modifica di flipper statunitensi, effettuando rebranding per i clienti locali.
Nel frattempo (1968) in Italia i flipper statunitensi erano andati incontro a problemi legali per via della loro componente d'azzardo, data dalla possibilità di vincere partite o palline extra; gli Zaccaria sfruttarono quindi la situazione e si impegnarono a modificare i flipper per renderli a norma e poterli commercializzare in tutta Italia. In seguito iniziarono a realizzare macchine proprie. Nel 1973 la Zaccaria divenne legalmente un'azienda e le operazioni si stabilirono in un capannone adibito a fabbrica, dove si iniziò a realizzare integralmente i flipper, a cominciare dalla progettazione. Natale aveva il ruolo di direttore artistico e progettista principale, Franco e Marino dirigevano comunicazione e logistica. Il primo flipper interamente italiano venne prodotto allo stabilimento di Calderara di Reno nel 1973. I flipper Zaccaria si affermarono in Europa grazie alla qualità paragonabile a quella dei prodotti statunitensi, ma a prezzi più bassi.
Alla fine degli anni '70 il mercato tornò a favore dei produttori stranieri grazie ai nuovi flipper elettronici, che soppiantavano quelli elettromeccanici. Anche in questo caso la Zaccaria riuscì ad allinearsi, aggiornandosi rapidamente allo sviluppo di macchine elettroniche, di qualità leggermente inferiore rispetto a quelle americane, ma con approvvigionamento più facile e costi più bassi.
Il primo flipper elettronico italiano fu Winter Sports, ultimato nel gennaio 1978.
Di lì a poco, la stessa storia si ripeté con l'avvento dei videogiochi arcade: essi soppiantarono rapidamente i flipper, ma la Zaccaria si adattò a realizzarli in proprio, sia su licenza sia originali, con una nuova linea di produzione e propri game designer. Il primo videogioco fu una copia di Pong autorizzata dalla Atari, TV Joker (1974). Nel 1978 iniziò la produzione assidua di una serie di videogiochi con The Invaders, simile a Space Invaders. Quasar, il primo videogioco originale Zaccaria, graficamente rozzo ma comunque competitivo, uscì nel 1980. Laser Battle (1981) fu il primo videogioco italiano esportato oltreoceano.
L'azienda proseguì nella produzione parallela di flipper e videogiochi. Si ricordano in particolare i flipper Soccer Kings (1982), ispirato alla vittoria italiana ai mondiali di calcio e dotato di voce in italiano, e Time Machine (1983), utilizzato nel torneo italiano; tra i migliori videogiochi originali vanno citati Money Money e Jack Rabbit. Money Money e Soccer Kings ottennero accoglienza positiva anche negli Stati Uniti.
Per le forniture, tanto per la fabbricazione di flipper quanto di videogiochi, la Zaccaria collaborò molto con una fitta rete di realtà locali, tra cui la vetreria Rimondini di San Lazzaro di Savena e numerosi falegnami della zona. Era comune invece l'importazione dall'estero di schede elettroniche e di servizi di realizzazioni grafiche, in particolare ci fu una lunga collaborazione con l'illustratore inglese David Wilcox.
Al 1983 l'azienda produceva in totale 13.000 macchine all'anno, ponendosi al terzo posto nel mondo per la produzione di flipper e al nono/decimo per quella di videogiochi arcade. Il primo contratto di esportazione venne firmato nel 1973 verso l'Inghilterra; nel 1983 circa l'80% della produzione era destinata all'esportazione, soprattutto verso Europa e paesi dell'est.
Grosse operazioni di esportazione coinvolsero Europa orientale, Germania Ovest, Australia e perfino Stati Uniti.
Nonostante i grossi investimenti, il ramo videogiochi venne abbandonato del tutto entro la fine del 1984, secondo Natale Zaccaria perché la competizione proveniente da Stati Uniti e Giappone era troppa.
Nel 1988 l'azienda cambiò nome e proprietario, divenendo Mr. Game; quest'ultima continuò a produrre nuovi flipper fino al 1990.
Mentre in vista della bancarotta la fabbrica bolognese fu venduta, nello stesso periodo la Zaccaria si riorganizzò nella nuova azienda Tecnoplay. Questa fu fondata non più tardi dell'inizio del 1988 a San Marino, grazie a una stretta collaborazione precedentemente avviata con la sanmarinese Roberto Renzi. Inizialmente (almeno fino al 1989) Tecnoplay continuò la produzione di flipper originali, tra i più notevoli X Force e Hi Ball. Negli anni '90 era importatrice ufficiale di macchine Sega e Atari. Tecnoplay si è affermata a livello nazionale nell'importazione e distribuzione di apparecchi da intrattenimento. Mauro Zaccaria, figlio di Marino, diventò gestore di molte attività e ancora rappresenta l'azienda negli anni 2020.

## Flipper

Un tavolo di Time Machine

- Red Show (1972?)[1]
- Tropical (197?)
- Cine Star (197?)
- Top Hand (1973?)
- Ten Up (1975)
- Lucky Fruit (1975)
- Ten Stars (1976)
- Moon Flight (1976)
- Wood's Queen (1976)
- Aerobatics (1977)
- Circus (1977)
- Combat (1977)
- Nautilus (1977)
- Universe (1977)
- Supersonic (1977)
- Queen's Castle (1978)
- Winter Sports (1978)
- House of Diamonds (1978)
- Strike (1978)
- Future World (1978)
- Ski Jump (1978)
- Shooting the Rapids (1979)
- Hot Wheels (1979)
- Space City (1979)
- Fire Mountain (1980)
- Star God (1980)
- Space Shuttle (1980)
- Earth Wind Fire (1981)
- Locomotion (1981)
- Soccer Kings (1982)
- Pinball Champ '82 (1982)
- Pinball Champ (1983)
- Time Machine (1983)
- Farfalla (1983)
- Devil Riders (1984)
- Magic Castle (1984)
- Robot (1985)
- Clown (1985)
- Pool Champion (1985)
- Mystic Star (1986)
- Blackbelt (1986)
- Mexico '86 (1986)
- Zankor (1986)
- Spooky (1987)
- Star's Phoenix (1987)
- New Star's Phoenix (1987)

## Videogiochi
Di seguito sono elencati solo i videogiochi originali o imitati. Più numerosi furono i giochi fabbricati con licenza ufficiale concessa dai produttori statunitensi, tra i quali soprattutto la Bally Midway; questi accordi consentivano di avere in Europa costi molto più bassi rispetto all'importazione diretta. Alcuni esempi di produzioni su licenza sono Tron, Up'n Down, Vanguard.

Serie di cabinati arcade Zaccaria pronti per la distribuzione (1984 circa)

- TV-Joker (1974, clone di Pong per 2 o 4 giocatori)[7]
- The Invaders (1978, clone di Space Invaders)
- Astro Wars (1979, clone di Astro Fighter)
- Dodgem (1979, clone di Head On)
- Galaxia (1979, clone di Galaxian)
- Quasar (1980, distribuito negli Stati Uniti dalla US Billiards[16])
- Space Pirate (1980)
- Laser Battle (1981, distribuito negli Stati Uniti dalla Midway con il titolo di Lazarian)
- Scorpion (1982)
- Cat'n Mouse (1982)
- Eggor (1983)
- Money Money (1983)
- Shooting Gallery (1984)
- Jack Rabbit (1984)